# 寧昌路

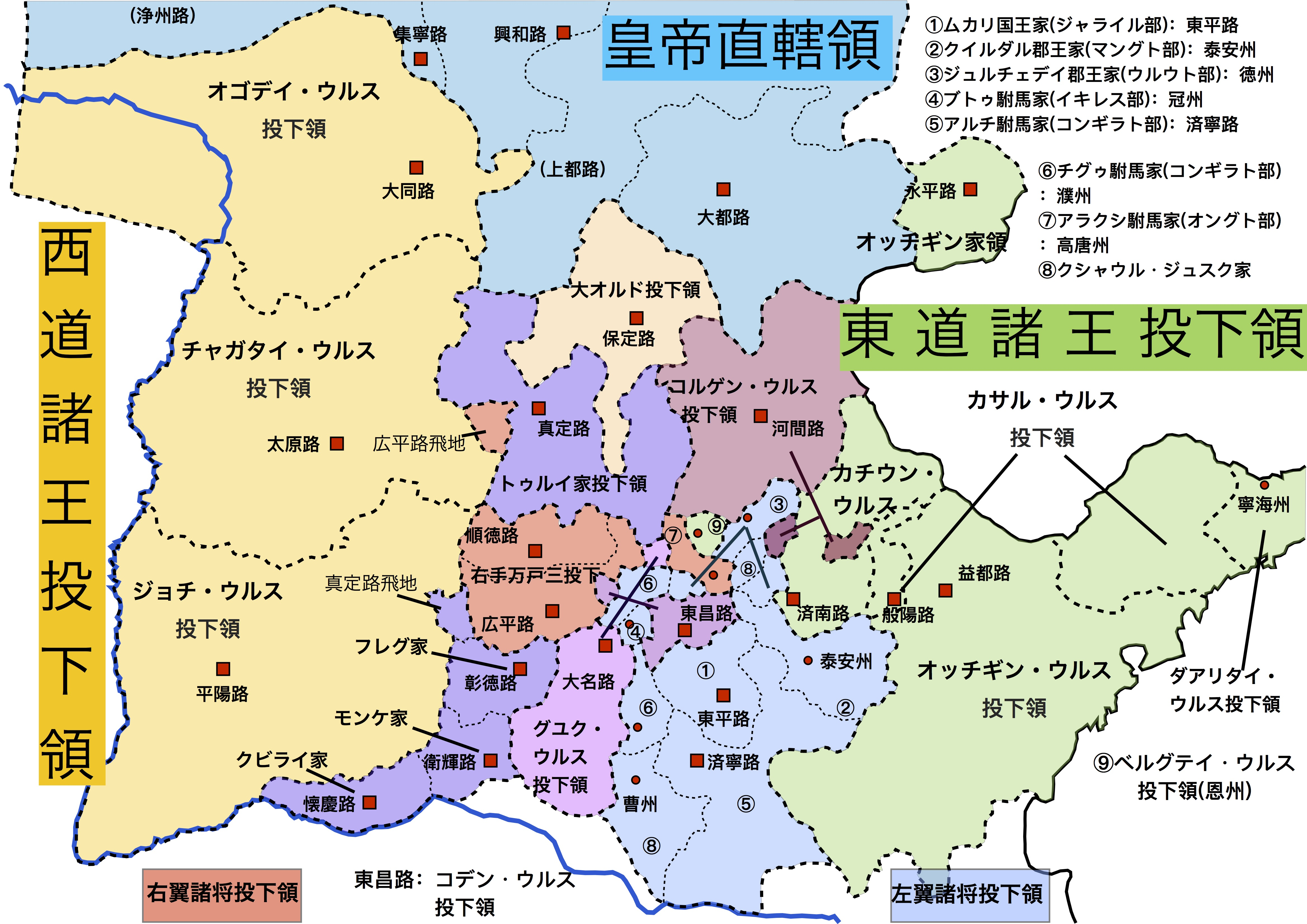
モンゴル時代の華北投下領。寧昌路は地図上にないが大都路の東北に位置する。

寧昌路（ねいしようろ）は、中国にかつて存在した路。モンゴル帝国および大元ウルスの時代に現在の内モンゴル自治区通遼市一帯に設置された。
懿州とともに建国の功臣たる「左手の五投下」の一角、イキレス部族の遊牧地とされていた。

## 歴史
チンギス・カンによる最初の金朝遠征の際、遼東・遼西地方の攻略を委ねられたのが左翼軍の長たる国王ムカリであった。当時のイキレス部族長ブトゥ・キュレゲンはムカリの指揮下の下で遼西地方攻略に活躍し、この時の功績によって華北の冠州・遼東の懿州の2州を与えられ、寧昌の一帯はイキレス部族の領地となった。
1286年（至元22年）にはブトゥの子のデレケイの子のソゲドゥが寧昌の名に由来する「寧昌郡王」位を与えられ、以後デレケイの家系は「寧昌郡王」を称するようになった。1318年（延祐5年）には初めて寧昌府が設置され、4年後の1322年（至治2年）に初めて寧昌路が設置された。
これ以後の寧昌路についての記録は少なく、不明な点が多い。

## 管轄県
寧昌路には寧昌県のみが設置されていた。